# Попович, Андрей Владимирович
Андре́й Влади́мирович Попо́вич (укр. Андрій Володимирович Попович, азерб. Andrey Volodimiroviç Popoviç; род. 4 марта 1992, Ужгород) — азербайджанский футболист украинского происхождения, вратарь, выступающий за «Кыргызалтын». Выступал за юношеские сборные Азербайджана до 17 и до 19 лет, а также за молодёжную и национальную сборную.

## Биография
Родился 4 марта 1992 года в городе Ужгород, Закарпатской области. Воспитанник ужгородского «Закарпатья». В детско-юношеской футбольной лиге Украины выступал за СДЮШОР Ужгород с 2005 года по 2007 год. В 2008 году выступал в ДЮФЛ в составе донецкого «Металлурга». Во время выступления за «Металлург» его игру увидели Бернхарт Липперт и Орхан Гусейнзаде, которые работали в Ассоциации футбольных федераций Азербайджана (АФФА) и пригласили его выступать за юношескую сборную Азербайджана до 17 лет.

### Клубная карьера
Позже подписал контракт с азербайджанским клубом «Баку» из одноимённого города. В конце ноября 2008 года вместе с Эмином Мехтиевым отправился на учебно-тренировочные сборы в немецкий «Айнтрахт» из Франкфурта-на-Майне. Эту стажировку организовала АФФА. Там он провёл месяц, по ходу сборов он тренировался с различными юношескими и молодёжными командами «Айнтрахта», в составе которых сыграл в нескольких товарищеских играх. Также побывал на стажировке в итальянском «Удинезе». В 2010 году побывал на просмотре во львовских «Карпатах».
Летом 2010 года был отдан в аренду в «Абшерон», который выступал в Первом дивизионе Азербайджана. В составе команды стал основным вратарём и провёл за неё 26 матчей. В мае 2011 года побывал на просмотре в клубе Второй Бундеслиги, дюссельдорфской «Фортуне», но в стан команды в итоге не перешёл. В конце мая появилось информация, о том что львовские «Карпаты» заинтересованы в услугах Поповича и предложили ему трёхлетний контракт.
По итогам сезона 2010/11 «Абшерон» стал победителем Первого дивизиона, без единого поражения, и вышел в Премьер-лигу. Однако из-за финансовых проблем отказался от права выступать в высшем дивизионе и был заменён на клуб «Сумгаит». В Кубке Азербайджана «Абшерон» дошёл до 1/4 финала, где уступил бакинскому «Интеру» (0:1).
Летом 2011 года подписал контракт с «Сумгаитом». В команде взял 55 номер. Вместе с командой побывал на сборах в Австрии. В Премьер-лиге Азербайджана дебютировал в 1 туре сезона 2011/12 в выездном матче против клуба «Хазар-Ленкорань» (2:1), Попович отыграл всю игру и пропустил два гола от легионеров Емеки Опары и Жулиуса Вобая. Попович был признан лучшим игроком 5 тура по версии сайта ExtraTime.az. В составе команды стал основным вратарём.
10 февраля 2025 года сообщалось, что Попович подписал однолетний контракт с киргизским клубом «Кыргызалтын».

### Карьера в сборной

#### Юношеские и молодёжная сборная
С 2008 года выступал за юношескую сборную Азербайджана до 17 лет. Попович участвовал в квалификационном раунде на чемпионате Европы 2009 среди сборных не старше 17 лет, который прошёл в Германии. Азербайджан в своей группе занял 2 место, уступив Польши и обогнав Болгарию и Черногорию, прошёл в элит-раунд. В элит-раунде Азербайджан занял предпоследнее 3 место, уступив Нидерландам и Хорватии и обогнав Люксембург, покинул турнир. В официальных матчах УЕФА за сборную до 17 лет провёл 6 матчей.
В отборочном раунде на чемпионат Европы 2011 среди сборных до 19 лет, Азербайджан занял в своей группе предпоследнее 3 место, уступив Португалии и Греции и обогнав Грузию, покинул турнир. Всего за сборную Азербайджана до 19 лет провёл 6 матчей в официальных матчах УЕФА.
Вызывался в стан молодёжной сборной Азербайджана до 21 года на игры квалификации к чемпионат Европы 2011. Однако в них не сыграл. 31 мая 2011 года сыграл в товарищеской игре против Молдавии.

#### Национальная сборная
В декабре 2010 года главный тренер национальной сборной Азербайджана Берти Фогтс впервые вызвал его в стан команды, при том, что Попович тогда ещё не играл за молодёжную сборную. Он стал единственным игроком в команде, вызванным в сборную из Первого дивизиона на краткосрочных сборах в Баку. Зимой 2011 года был вызван на сборы в ОАЭ. На сборах он принял участие в товарищеском матче против харьковского «Металлиста» (0:1), Попович пропустил единственный гол в игре на 85 минуте от Дениса Олейника. Попович был вызван на матч 29 марта 2011 года против Бельгии (4:1) в рамках квалификации на чемпионат Европы 2012 на Украине и в Польше.
11 ноября 2011 года дебютировал в национальной сборной Азербайджана в выездном товарищеском матче против Албании (0:1), Попович отыграл всю игру из-за травмы основного вратаря сборной Камрана Агаева, будучи третьим вратарём в команде. 22 ноября 2011 года он сыграл в товарищеском матче против берлинского «Униона» (1:0), Попович на 33 минуте пропустил мяч от Джоана Москеры. По итогам 2011 года Берти Фогтс и Бернхард Липперт назвали лучшим вратарём Азербайджана Андрея Поповича, но в итоге лучшим стал Камран Агаев.
В феврале 2012 года был вызван на сборы в ОАЭ, где планировалось сыграть три товарищеских игры, против Сингапура, Индии и Палестины. 24 февраля 2012 года сыграл свой второй матч за сборную против Сингапура (2:2), и пропустил два гола от Шахрила Ишака и Фахрудина Мустафича. После игры с Сингапуром Попович вместе с другими игроками сборной — Александром Чертогановым, Владимиром Левиным, Бранимиром Субашичем и Уфуком Будаком пошли в ночной клуб, где провели около 3 часов. Это стало известно из-за того, что Попович на своей личной странице на сайте Одноклассники.ru разместил фотографию, на которой он вместе с другими игроками сборной стоит вместе со спиртными напитками и сигаретами. Из-за чего он не был включён в заявку на матчи против Индии и Палестины. Также он был наказан со стороны своего клуба «Сумгаит».

## Достижения
- Победитель Первого дивизиона Азербайджана: 2010/11